# Семінько Руслан Євгенович
Руслан Євгенович Семінько (25 січня 1998 — 26 лютого 2022, Сумська область) — український військовослужбовець, сержант Державної прикордонної служби України, учасник російсько-української війни, що загинув у ході російського вторгнення в Україну. Кавалер ордена «За мужність» III ступеня (2022, посмертно).

## Життєпис
Народився 25 січня 1998 року в селі Липовому, нині Талалаївської громади Прилуцького району на Чернігівщині.
Навчався у Талалаївській загальноосвітній школі. Після закінчення Сумського медичного коледжу працював медиком у військовій частині. Згодом перекваліфікувався на військову спеціальність.
Загинув 26 лютого 2022 року на Сумщині. Похований у рідному селі.
Залишилася дружина.

## Нагороди
- орден «За мужність» III ступеня (28 лютого 2022, посмертно) — за особисту мужність і самовіддані дії, виявлені у захисті державного суверенітету та територіальної цілісності України, вірність військовій присязі[1].